# Järnväg i Sverige

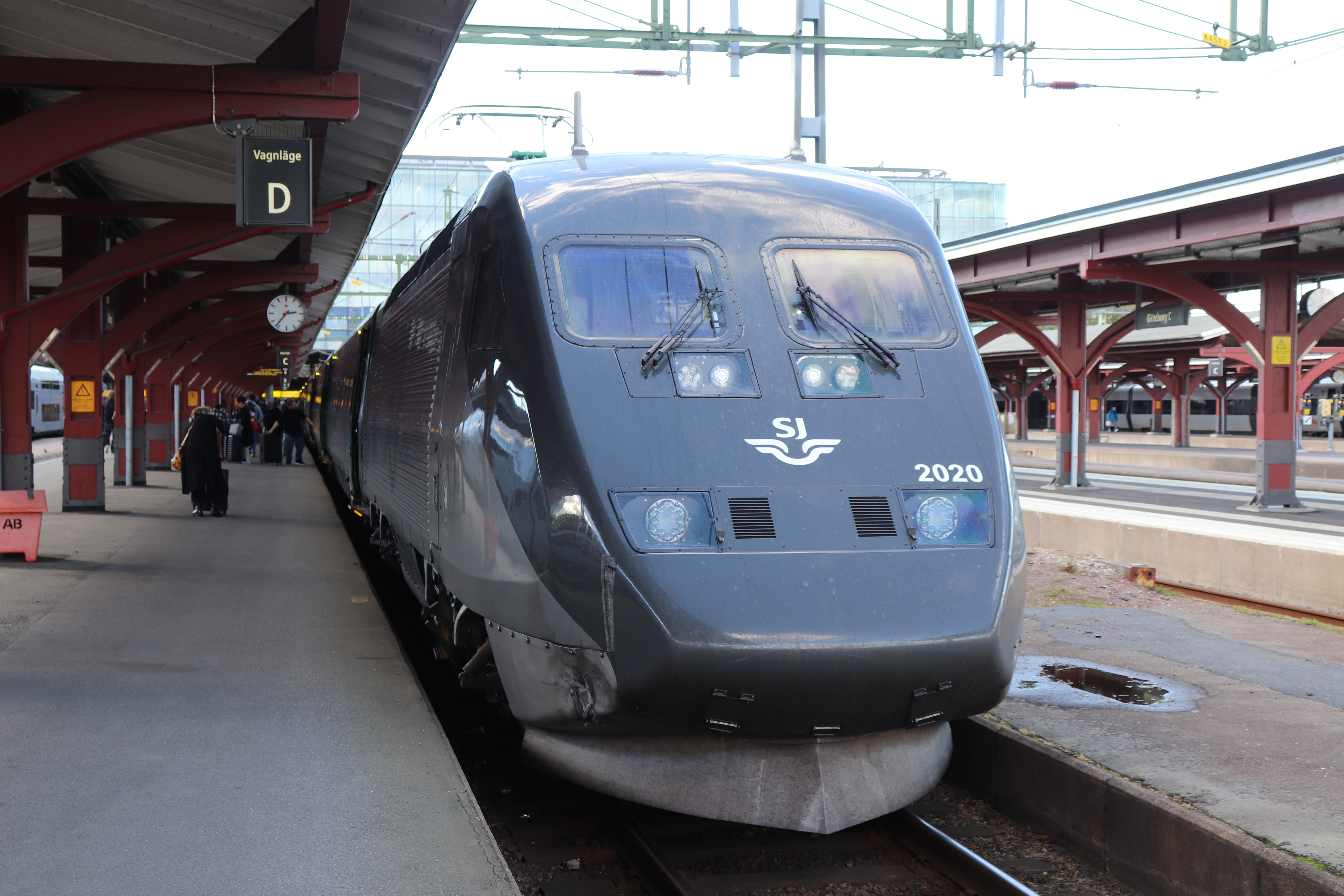
SJ Snabbtåg

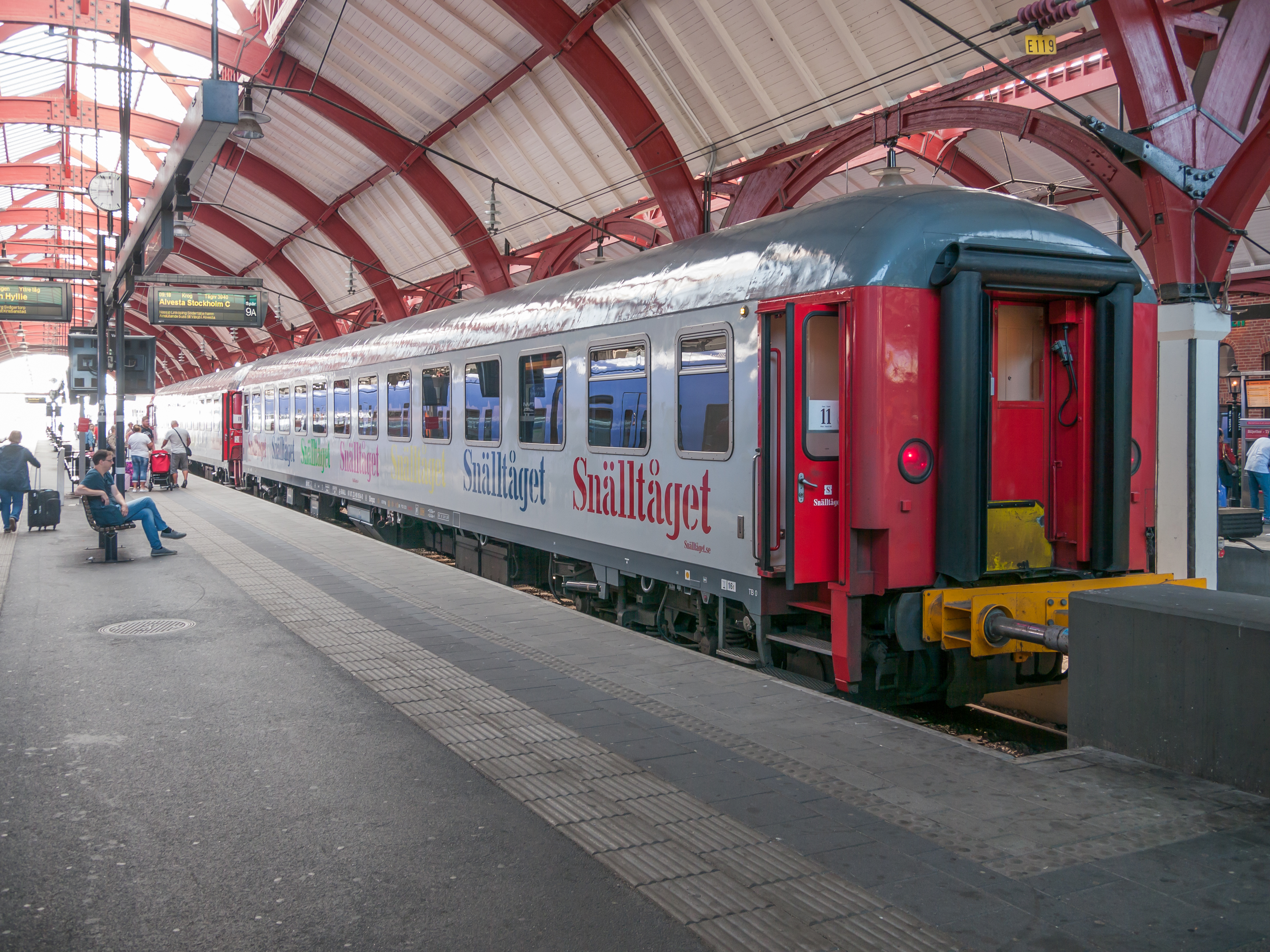
Snälltåget på Malmö Centralstation

Sveriges järnvägsnät har en total banlängd på 10 912 kilometer med en total spårlängd på 15 543 kilometer (2021).
Av den totala banlängden (10 912 km) är 8 186 kilometer elektrifierat och 9 714 km tillhör det statliga järnvägsnätet.
Av den totala spårlängden (15 543 km) är det statliga järnvägsnätet cirka 14 200 kilometer. Omkring 80% av det statliga järnvägsnätet är elektrifierat. Övriga spårinnehavare är Inlandsbanan och Arlandabanan som förvaltar infrastrukturen åt staten, Öresundsförbindelsen som ägs av svenska och danska staten samt museijärnvägar och industrispår med staten, kommuner och enskilda bolag som ägare. Järnvägsnätet i Sverige har byggts ut sedan 1856 och var som störst före andra världskriget med över 16 800 kilometer i banlängd.
Järnvägarna är utbyggda över hela fastlandet i Sverige. Tidigare har det även funnits järnvägar på Gotland och Öland. Det svenska järnvägsnätet når ut till Danmark, Norge. Järnvägsförbindelser finns även till Tyskland via tågfärja. Det svenska järnvägsnätet är i huvudsak normalspårigt och är en del i Europas kontinentala järnvägsnät genom Öresundsförbindelsen.
I regionerna runt Stockholm, Göteborg och Skåne är tågtrafiken tät och har ett tätare järnvägsnät. Övriga regioner har däremot ett glesare järnvägsnät. Banstandarden är ojämn, eftersom nybyggda järnvägar behöver uppfylla mycket höga krav i jämförelse med det äldre järnvägsnätet. Underhållet av Sveriges järnvägnät är eftersatt vilket påverkar banstandarden.

## Organisation
I dag fastställer Transportstyrelsen regler och normer för all järnvägstrafik i Sverige. De statliga spåren, som 2012 utgjorde cirka 90 procent av den trafikerade banlängden, förvaltas av Trafikverket. De regionala kollektivtrafikmyndigheterna står för cirka 65 procent av persontågsutbudet, övriga stora trafikoperatörer är SJ AB, VR Group med dotterbolagen VR Snabbtåg Sverige och VR Sverige samt Transdev för persontrafik samt Green Cargo och Hector Rail för godstrafik. Jernhusen äger ett flertal stationsbyggnader.

## Historik
I vissa andra länder i övriga Europa byggdes de första järnvägarna redan på 1830-talet, medan man i Sverige tvekade inför kostnaderna.
I Sverige byggde och kontrollerade Statens Järnvägar (SJ) stambanorna medan lokala banor sköttes av privata (ofta delvis kommunägda) företag. Sveriges första järnväg för person- och godstrafik i öppen terräng var den i början hästdrivna Frykstabanan mellan Fryken och Klarälven som öppnade 1849. Sveriges första ångloksdrivna allmänna järnväg var den privatfinansierade sträckan Köping-Hult, som öppnades 1856 (delen Örebro–Nora). Ledare för det bygget var Adolf Eugène von Rosen. Första delarna av den statliga stambanesatsningen var sträckan Göteborg–Jonsered, samt sträckan Malmö–Lund, båda invigdes 1 december 1856. Ansvarig för bygget var kanalbyggare Nils Ericson som tidigare lett bygget av Göta kanal. Fram till 1940-talet ökade järnvägsnätet i Sverige, men därefter har många järnvägar fått läggas ner på grund av ökande konkurrens från landsvägstrafik och flyg. De järnvägar som lagts ner har främst varit smalspåriga banor.
Numera har vissa länder koncentrerat sig på snabba huvudlinjer. Dessa snabbtåg/höghastighetståg kan i vissa fall nå hastigheter på över 300 km/h. Som jämförelse är högsta tillåtna hastighet i Sverige 200 km/h; dock är några banor byggda för eller ombyggda för att klara hastigheter upp till 250 km/h. I jämförelse med andra europeiska järnvägsländer som Tyskland, Frankrike och Spanien är hastigheterna i Sverige lägre. Men i jämförelse med Europa totalt så ligger hastigheterna ändå något över europeiskt genomsnitt.
Under 1980-talet började SJ – då en av Sveriges största arbetsgivare – reformeras. 1988 skiljdes den dåvarande banavdelningen ut (förutom fastighetsverksamheten) och bildade anslagsverket Banverket medan övriga delar av organisationen bildade affärsverket SJ.

## Persontrafik

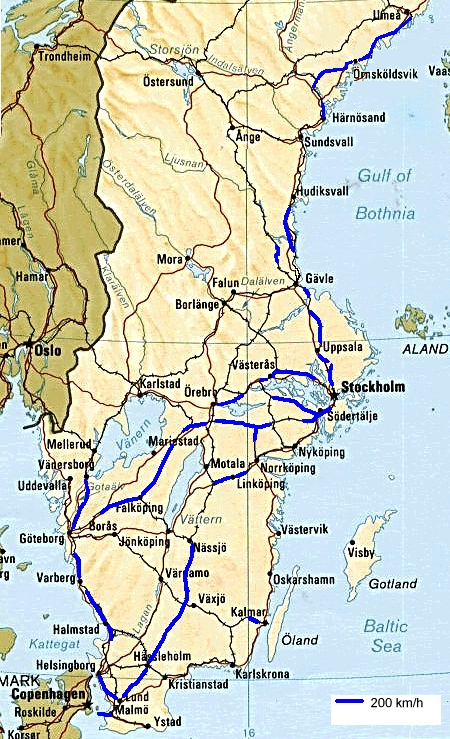
Banor med 200 km/h i trafik 2012

Persontrafiken bedrivs med ett antal olika sorters fordon. De mest trafikerade näten är lokaltågslinjerna kring storstäderna Stockholm, Göteborg och Malmö. Tidigare hade SJ ensamrätten att bedriva snabb fjärrtrafik (X2000, senare även med SJ3000), främst till och från Stockholm. I mars 2015 började även operatören MTR Express köra snabbtåg mellan Stockholm och Göteborg (43 mil). Det går även fjärrtåg under natten (s k nattåg) mellan norra Sverige (Jämtland, Västerbotten, Norrbotten, Medelpad) och södra Sverige (Stockholm, Göteborg och vissa andra städer tågen passerar). I övrigt går trafiken med olika dagtåg, kallade regionaltåg, intercity (IC) etc., på kortare avstånd oftast med motorvagnar och på längre avstånd antingen motorvagnar eller lok och vagnar. Det går även internationell persontrafik till Danmark (via Öresundsförbindelsen), Tyskland (numera trafik via Danmark, tidigare tågfärja Trelleborg- Sassnitz) och Norge (fyra banor).
Persontrafiken i Sverige sköts av ett antal olika operatörer. Det statliga SJ har en särskild ställning som den i särklass största fjärrtågsoperatören. Om de (vilka?) inte vill eller kan utföra trafik kan staten eller länen betala mellanskillnaden. För fjärrtrafik gör Trafikverket det. För trafik inom en region kan aktuell regional kollektivtrafikmyndighet upphandla trafik. De upphandlar då trafik från en operatör, t.ex. VR Sverige, Transdev, Vy Tåg eller SJ. På vissa linjer kan dessutom myndigheten köpa till tågtrafik om den anser att det kommersiella utbudet inte är tillräckligt jämfört med sitt antagna trafikförsörjningsprogram. Det förekommer även att flera regionala kollektivtrafikmyndigheter upphandlar trafik tillsammans, t.ex. Tåg i Bergslagen och Norrtåg.
Sedan 1950-talet har det svenska järnvägsnätet upplevt en renässans. Resandet ökar varje år. Framför allt är det den lokala och regionala tågtrafiken som övertogs av länstrafikbolagen från SJ som har ökat. De senaste 25 åren har denna trafik ökat med 200 procent. Under samma tid har fjärrtågen ökat med 25 procent (lanseringen av X2000 torde stå för hela denna ökning).
Eldrivna tåg släpper inte ut några avgaser då elektriciteten produceras i kärnreaktorer eller vattenkraftverk. En lokförare kan ersätta minst tio bussförare, och fler passagerare får plats i en tågvagn än i en buss. Sedan 2009 är även SJ:s monopol på järnvägen helt avskaffat och nu kan vilket bolag som helst driva persontrafik i egen regi.
Den totala mängden tågresor i Sverige (på järnväg) var 193 miljoner resor och 11,8 miljarder personkilometer år 2012, och sedan 2008 har tågets marknadsandel i Sverige pendlat kring 8 procent (1950 var motsvarande siffra 36 procent). Härav var 5,0 miljarder personkilometer (159 miljoner resor) med regionala kollektivtrafikmyndigheters tåg och 6,8 miljarder personkilometer (34 miljoner resor) på andra järnvägståg.

### Nattåg
SJ  och Snälltåget kör nattåg, dels inom Sverige, dels till kringliggande länder. Det går nattåg i söder till Berlin och Hamburg och i norr till Narvik.  Under vissa säsonger går det också nattåg till skidorter i Österrike.
Nattågsförbindelser i Sverige december 2024:
- Göteborg - Duved  (SJ) - läggs ned våren 2025
- Stockholm - Duved (SJ)
- Malmö - Stockholm - Duved (vissa dagar även till Röjan och Storlien) (Snälltåget under vintersäsong samt SJ ett fåtal gånger under vintersäsong)
- Stockholm - Berlin (Snälltåget)
- Stockholm - Berlin (EuroNight) (SJ)
- Stockholm - Luleå (SJ)
- Stockholm - Narvik (SJ)
- Stockholm - Malmö (SJ)

### Problem med tågtrafiken
90 % av persontågen ankommer i tid. Tågtrafiken är dock känsligare än vägtrafik för förseningar, detta eftersom olika typer av tåg kör på samma spår. De vanligaste anledningarna är:
- Signalfel, det automatiska säkerhetssystemet givare känner av ett tåg även om det inte finns något, eller rapporterar internt fel, varvid inga tåg kan gå. Man får då manuellt dirigera fram tåg i låg hastighet tills felet är reparerat.
- Växelfel. En växel går inte in i önskat läge eller så fungerar inte den givare som ska känna av att växeln ligger i rätt läge. Detta fel är vanligt på vintern eftersom snö kan packa sig i växlarna eller isklumpar kan falla från tåg ner i växeln.
- Kontaktledningsfel. Förutom på grund av bristande underhåll så kan den kan också rivas ned av trasiga strömavtagare eller för höga korsande vägfordon.
- Fordonsfel. Något har slutat fungera på fordonet.
- Andra tåg hindrar. Om ett tåg blir stående på grund av fordonsfel eller ett långsamt tåg är sent hindrar det andra tåg som skulle ha kört i högre fart. Det gäller också om ett snabbt tåg är sent, då kan ett långsamt godståg eller lokaltåg som är i tid hindra.

Ofta beror felen på eftersatt underhåll.

## Godstrafik

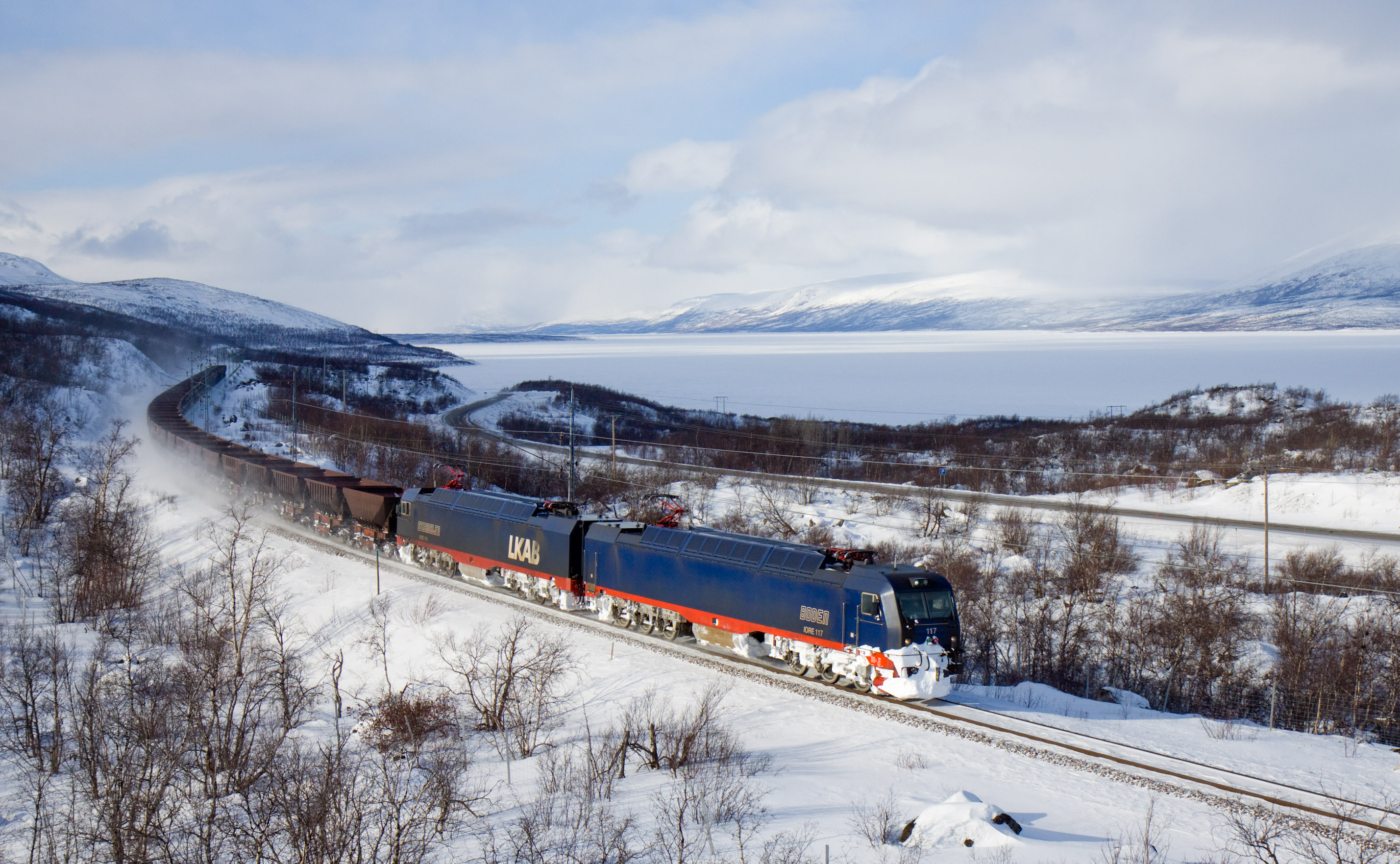
Malmbanan.

Godstrafiken i Sverige är avreglerad. Det största godstrafikbolaget är Green Cargo, ett statligt företag som avknoppats från gamla SJ. Men det finns även andra bolag såsom Hector Rail, TX Logistik, Rush Rail, Tågfrakt och antal mindre privata bolag; ofta knutna till mindre lokala banor eller för trafik mellan enstaka destinationer, som Inlandsgods och LKAB Malmtrafik.
De totala godstransporterna i Sverige var 22 miljarder tonkm 2012 och då fraktades 66 miljoner ton gods.
Den järnväg som har mest gods i Sverige är Malmbanan mellan Kiruna och Narvik, med 16 miljoner ton gods per år. Det görs totalt 6 miljarder tonkm malmtransporter på Malmbanan, inklusive de mellan Gällivare och Luleå, och för det används speciallösningar som kraftigare järnväg, andra koppel, extra tunga lok mm.
Andra tunga stråk är:
- Stambanan genom övre Norrland/Norra stambanan mellan Boden och Storvik.
- Godsstråket genom Bergslagen mellan Storvik och Mjölby.
- Södra stambanan särskilt mellan Mjölby och Malmö
- Bergslagsbanan
- Västra stambanan
- Göteborgs hamnbana

Godståg till länder som Tyskland går numera mest via Öresundsbron och Stora Bältbron utan färjor. Det finns kapacitetsproblem längs dessa linjer, så det finns även en tågfärja Trelleborg-Sassnitz. Att köra av och på godståg på färja är ganska arbetsam process då de måste delas upp (kopplen hanteras manuellt), och färjorna kostar en del, så det vill man egentligen undvika.

## Spårvidd, tekniska egenskaper

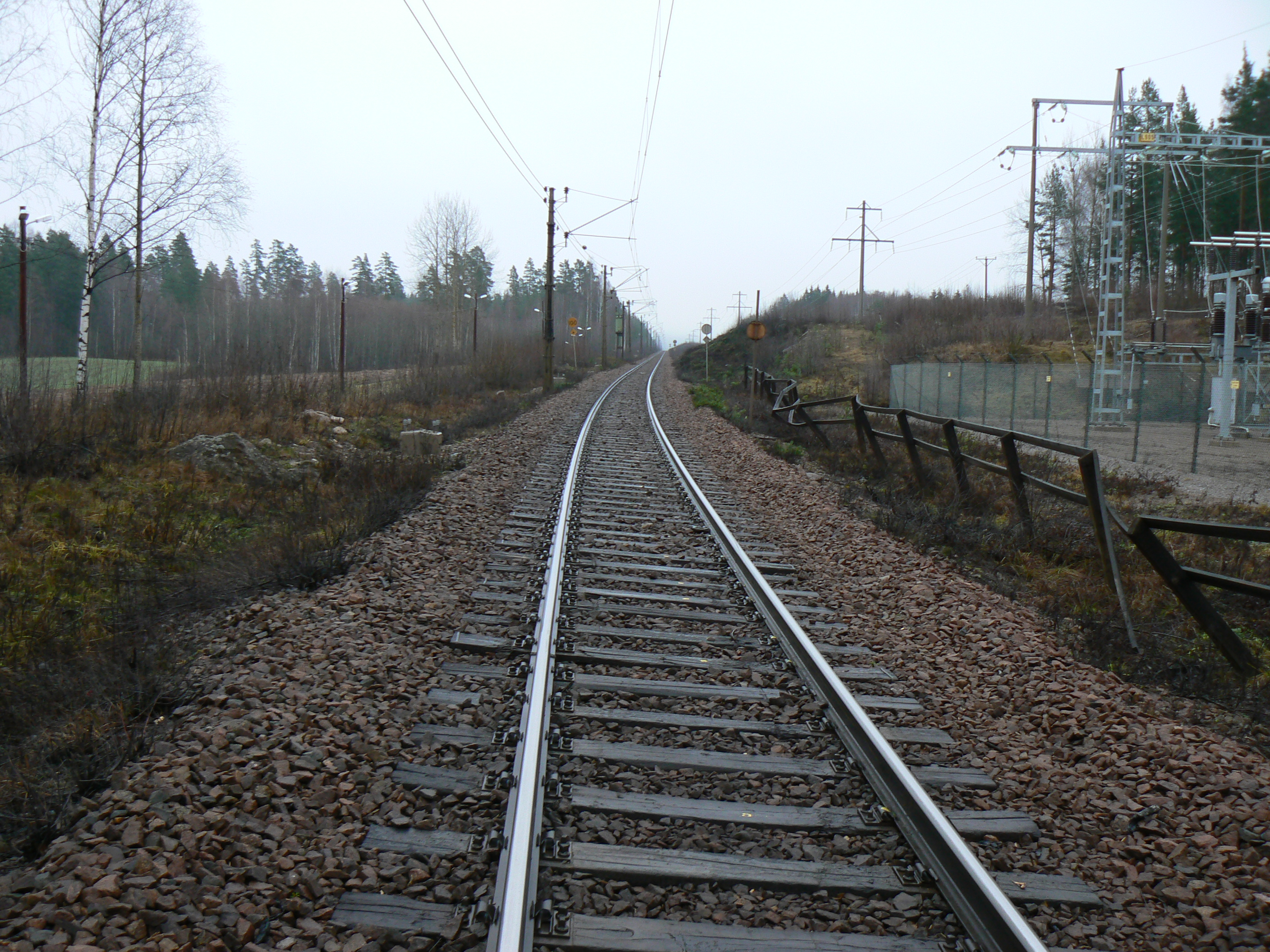
Normalspår, 1435 mm, på Bergslagsbanan

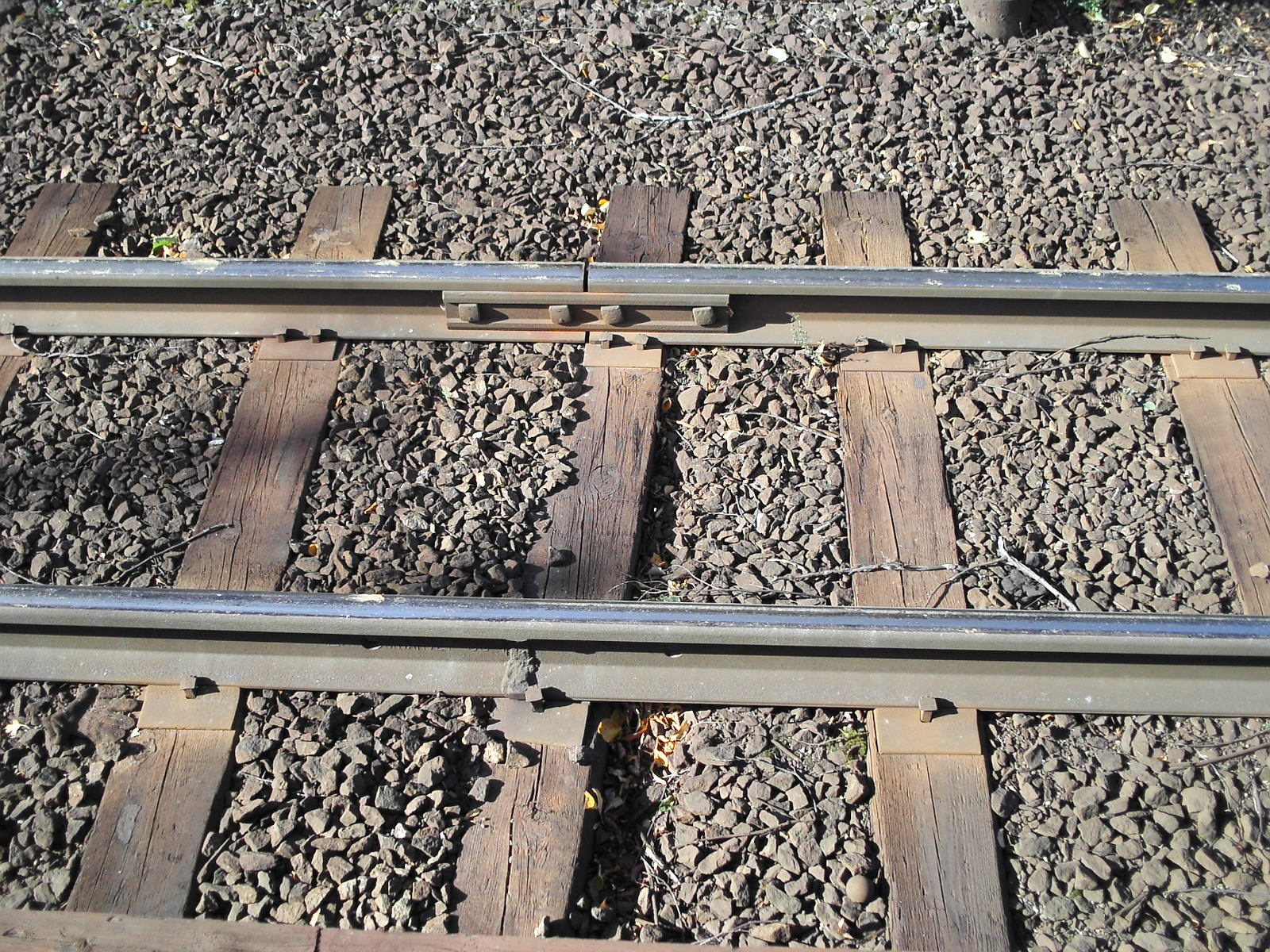
Smalspår, 891 mm, på Roslagsbanan

Järnvägsnätet i Sverige har normal spårvidd, 1435 mm. Förutom flera musei- och turistbanor, finns det endast en smalspårig järnväg med trafik i Sverige, Roslagsbanan med spårvidden 891 mm.
Det finns enbart en kortare järnvägsanslutning till Finland eftersom landet till skillnad från Sverige använder bredspår med dimensionen 1524 mm istället för normalspår. Det är i praktiken samma spårvidd som i Ryssland som avviker från den europeiska spårvidd som används i Sverige. Järnvägstransporter löses vanligtvis genom att lasta om lasten mellan vagnar vid gränsstationer. Ibland har byte av axlar eller boggier i Haparanda, Torneå och i Åbo skett.[källa behövs] Försök har genomförts med vagnar med automatiskt omställbara hjulaxlar, men det har inte fallit väl ut.[källa behövs]
De viktigaste järnvägarna är elektrifierade, det vill säga det finns en elektrisk ledning över järnvägen som ger ström till tågen. Sverige har samma spänning (15 kV) och övriga elektriska egenskaper som Österrike, Schweiz, Norge och Tyskland, däremot inte samma som Danmark, vilket kräver speciella tvåströmsfordon för att trafikera både Sverige och Danmark.
Varje europeiskt land har sitt eget signalsystem, för Sverige se Järnvägssignaler i Sverige. Det system, ATC, som överför signalinformation till tågen och förarens manöverpanel, är samma i Sverige och Norge, vilket gör att de flesta tågtyper i Sverige kan gå till Norge. Bara speciellt anpassade tåg kan gå till Danmark.
Den tätast trafikerade järnvägen i Sverige är Ostkustbanan mellan Stockholm C och serviceanläggningen 1 km norrut, där det går minst 60 tåg per timme, inklusive tomma tåg som ska städas.[källa behövs] Räknat per spår är det Västra Stambanan mellan Stockholm C och Södra station, där det går 24 tåg per spår och timme. Tunnelbanan har 30 tåg per spår söder om T-centralen, liksom också den mest trafikerade spårvägen, Brunnsparken-Grönsakstorget i Göteborg.

## Trafikverkets järnvägar
Listan avser Trafikverkets nuvarande uppdelning, inte de traditionella eller ursprungliga banbeteckningarna, och inga nedlagda banor.
Järnvägsnätet är indelat i 96 numrerade stråk enligt följande.
- 1 Västra stambanan
- 2 Södra stambanan
- 3 Västkustbanan
- 4 Kust till kust-banan
- 5 Ostkustbanan
- 6 Dalabanan
- 7 Stambanan genom Övre Norrland
- 8 Norra stambanan
- 9 Godsstråket genom Bergslagen
- 10 Bergslagsbanan
- 11 Norge/Vänerbanan med Nordlänken
- 12 Värmlandsbanan
- 13 Skånebanan
- 14 Jönköpingsbanan
- 15 Älvsborgsbanan
- 16 Mälarbanan
- 17 Svealandsbanan
- 18 Sala–Oxelösund
- 19 Nynäsbanan
- 20 Mittbanan
- 21 Malmbanan
- 22 Stockholm, Älvsjö-Ulriksdal, Sundbyberg
- 23 Göteborg
- 24 Malmö
- 25
- 26 Godsstråket genom Skåne
- 27 Stockholm
- 28 Botniabanan
- 29 Haparandabanan
- 30
- 31 Ådalsbanan
- 32 Rååbanan
- 33 Markarydsbanan
- 34 Grycksbobanan
- 35
- 36
- 37
- 38
- 39
- 40
- 41 Morjärv–Karlsborgsbruk
- 42 Piteåbanan
- 43 Umeå–Holmsund
- 44 Hällnäs–Storuman
- 45 Skelleftebanan
- 46 Forsmo–Hoting
- 47 Mellansel–Örnsköldsvik
- 48 Hamrångefjärden–Norrsundet
- 49 Kilafors–Söderhamn
- 50 (Bollnäs)–Edsbyn–Furudal
- 51 Gävle–Karskär
- 52
- 53 Västerdalsbanan
- 54 Mora–Vika; Märbäck Älvdalbanan
- 55 Örbyhus–Hallstavik
- 56 Folkesta–Nybybruk
- 57 Åkers styckebruk–Grundbro
- 58 Nynäsbanan
- 59 Södertälje hamn, Södertälje centrum
- 60
- 61 Ängelsberg–Snyten–Kärrgruvan Norbergsbanan
- 62 Kumla–Närkes Kvarntorp
- 63 Bergslagspendeln
- 64 Finspång–Kimstad
- 65 Stångådalsbanan
- 66 Tjustbanan
- 67
- 68 Bofors–Strömtorp
- 69 Kristinehamn–Nykroppa, Daglösen–Persberg
- 70 Fryksdalsbanan
- 71 Dal Västra Värmlands Järnväg
- 72 Smedberg–Lysekil
- 73 Bohusbanan
- 74 Alvhem–Lilla Edet
- 75 Kinnekullebanan
- 76
- 77 Viskadalsbanan
- 78 Tibro–Skövde
- 79 Landskrona–Landskrona östra
- 80 Nässjö–Hultsfred
- 81 Nässjö–Åseda
- 82 Vetlanda–Järnforsen, Kvillsfors–Pauliström
- 83 Jönköpings godsbangård–Vaggeryd
- 84 Nässjö–Halmstad, Torup–Hyltebruk
- 85 Värnamo–Helmershus
- 86 Smålands Burseryd–Landeryd
- 87 Traryd–Markaryd
- 88 Blekinge kustbana
- 89 Älmhult–Olofström
- 90 Ystadbanan
- 91
- 92 Kristianstad–Åhus
- 93 Hanaskog–Karpalund
- 94 Östervärn–Brågarp
- 95
- 96 Karlstad–Skoghall

## Andra namn
Dessa kan vara synonyma eller utgöra delar av Trafikverkets järnvägar, eller ha bytt namn.

- Grödingebanan en del av Västra stambanan
- Kalmar-Berga Järnväg
- Lommabanan
- Nordvästra stambanan
- Nyköpingsbanan en del av Södra stambanan
- Sammanbindningsbanan en del av Västra stambanan
- Söderåsbanan
- TGOJ-banan
- Uddevalla-Vänersborg-Herrljunga Järnväg
- Östra centralbanan
- Östra stambanan

## Större utbyggnadsprojekt
- Västlänken, bygget påbörjades i maj 2018 och planeras bli klart 2030.[15]
- Norrbotniabanan, bygget på sträckan Umeå-Dåva påbörjades i augusti 2018.
- Sydostlänken, bygget beräknades 2023 att påbörjas 2027–2028.
- Ostlänken, bygget beräknades 2023 att påbörjas i etapper från 2024.
- Göteborg-Borås, dubbelspår, byggstart är 2023 inte fastställd.
- Lund-Hässleholm, fyrspår, byggstart är 2023 inte fastställd.[16]

## Järnvägar som inte förvaltas av Trafikverket

### Järnvägar för reguljär trafik
- Arlandabanan - ägare Svenska staten genom ett helägt bolag Arlandabanan Infrastructure AB - förvaltning A-train AB
- Inlandsbanan Mora - Gällivare - ägare Svenska staten - förvaltning Inlandsbanan AB
- Öresundsbanan - ägare Svenska staten och Danska staten -förvaltning Øresundsbro Konsortiet
- Roslagsbanan - ägare SL
- Saltsjöbanan - ägare SL

### Turist- och museijärnvägar
- Anten-Gräfsnäs Järnväg
- Böda Skogsjärnväg
- Dal-Västra Värmlands Järnväg
- Gotlands Hesselby Jernväg
- Möja Jernväg
- Nora Bergslags Veteran-Jernväg
- Ohsabanan
- Risten-Lakviks Järnväg
- Skara-Lundsbrunns Järnvägar
- Skånska Järnvägar (Ångtåget på Österlen)
- Smalspårsjärnvägen Hultsfred-Västervik
- Upsala-Lenna Jernväg (Lennakatten)
- Wadstena Fogelsta Järnväg
- Östra Södermanlands Järnväg (Mariefred - Läggesta nedre - Taxinge-Näsby)

### Ej trafikerade
- Jörn-Arvidsjaur
- Staffanstorpsbanan

## Dubbelspår och flerspår
I Sverige tillämpas vänstertrafik, i Danmark högertrafik. En bro som byter sida på tågen har byggts norr om Malmö, vilket nu utgör gräns mellan vänstertrafik och högertrafik. Norge har också högertrafik, men samtliga gränsövergångar har enkelspår. Se även Höger- och vänstertrafik.

### Färdiga dubbelspår
I Sverige är följande sträckor dubbelspåriga eller har ännu fler spår:
- hela Västra stambanan: Stockholm–Göteborg
- hela Södra stambanan: Katrineholm–Malmö
- hela Öresundsbanan: Malmö–Öresundsbron
- delar av Västkustbanan:
  - Göteborg–Maria station, Helsingborg
  - Helsingborg–Lund
- delar av Norge/Vänerbanan:
  - Göteborg–Öxnered
- delar av Mälarbanan: 
  - Kolbäck–Västerås–Stockholm
  - Arboga–Valskog
  - Alväng–Ökna (mellan Örebro och Arboga)
- delar av Svealandsbanan:
  - Folkesta–Eskilstuna
  - Härad–Strängnäs
  - Läggesta–Nykvarn
- delar av Godsstråket genom Bergslagen:
  - Frövi–Örebro–Hallsberg
  - Stenkumla–Degerön–Motala–Mjölby
- delar av Ostkustbanan:
  - Stockholm–Gävle
- delar av Norra stambanan:
  - Holmsveden–Mo Grindar
  - Bollnäs–Kilafors
  - Hörnsjö–Högbränna
  - Ramsjö–Ånge–Bräcke
- Gävle–Hagaström
- Älvsjö–Hemfosa
- del av Göteborgs hamnbana
- del av Roslagsbanan: Stockholms östra–Vallentuna/Viggbyholm, Hägernäs–Arninge, Rydbo-Åkersberga

### Dubbla enkelspår
- Bergslagsbanan har mellan Ställdalen och Grängesberg två separata spår med skilda sträckningar. Avsnittet trafikeras dock inte som ett dubbelspår i den meningen att tågen regelmässigt färdas på det spår som blir det vänstra i färdriktningen.
- Mellan Hallsberg och Skymossen, söder om Hallsberg, finns två separata spår. Det ena spåret ansluter till Hallsberg västerifrån och det andra österifrån. Båda trafikeras i båda riktningar.
- Sträckan strax norr om Uppsala C var till en början dubbla enkelspår som var helt oberoende av varandra, fram till strax norr om korsningen med St Olofsgatan där dalabanan och ostkustbanan slutligen gick åt skilda håll. Sedan 2004 är det dock ett riktigt dubbelspår på sträckan och där Dalabanan ansluter till den dubbelspåriga Ostkustbanan får inkommande tåg från Dalarna och Sala mot Uppsala C ibland vänta för att köra in på dubbelspåret som ofta är ganska högtrafikerat, speciellt i rusningstid.
- Norr om Boden fanns förr två separata enkelspår på 6 km som vid Buddbyn gick i olika riktningar mot Narvik och Haparanda. Sådana arrangemang har funnits på fler platser, eftersom spåren tillhört olika bolag som inte kommit överens om ett gemensamt spår. Ett gemensamt spår hade också krävt en station bemannad av en tågklarerare i varje ände vilket hade kostat extra.

### Dubbelspår under utbyggnad
- Godsstråket genom Bergslagen mellan Hallsberg och Stenkumla.[18]

### Fyrspår
Fyrspår innebär fyra spår i bredd. Kapaciteten ökar då kraftigt och man kan ha både snabba och långsamma tåg. Att blanda snabba och långsamma tåg på samma spår kräver långa avstånd mellan dem, annars hinner de upp varandra.
En jämförelse är att det endast körs 4 tåg på de snabbaste avsnitten av Västra stambanan i timmen då två är X2000 och två är godståg, medan tunnelbanan klarar 30 tåg per riktning och timme.
- Fyrspår i Sverige:
- Malmö C–Lund (Ringvägen)
- Göteborg C–Olskroken
- Stockholms södra–Flemingsberg
- Stockholms central–Skavstaby
- Kallhäll-Barkarby
- Mellan Flemingsberg och Järna går det två olika dubbelspåriga järnvägar vilket ger kapacitet som för fyrspår,
- liksom mellan Tomteboda och Stockholms södra
- och mellan Skavstaby och Myrbacken

vilket skapar fyra spår hela vägen mellan Järna och Myrbacken. Sträckan Uppsala-Myrbacken planeras för utbyggnad av fyrspår. Byggnationen beräknas att påbörjas mellan 2024 och 2029.

### Behov
På en del enkelspårsträckor är det kapacitetsbrist och det är behov av dubbelspår. Bortsett från de som håller på att byggas pekas särskilt följande ut:[källa behövs]
- Västkustbanan, Helsingborg C–Maria, Helsingborgs kommun.
- Jönköpingsbanan, Nässjö–Jönköping
- Kust till kustbanan, Göteborg–Borås och Alvesta–Växjö.
- Svealandsbanan, resterande delar av Eskilstuna–Södertälje.
- Ostlänken, Norrköping–Södertälje.
- Godsstråket genom Bergslagen, Borlänge–Falun
- Värmlandsbanan, Karlstad–Kil.
- Ostkustbanan, Sundsvall–Gävle.

## Spåranläggningar som inte räknas som järnvägar
- Göteborgs spårväg
- Stockholms tunnelbana
- Djurgårdslinjen
- Nockebybanan
- Lidingöbanan
- Tvärbanan
- Lunds spårväg
- Norrköpings spårvägar
- En del museijärnvägar räknas formellt som tivoliattraktioner.[källa behövs]

## Trafikplatser
- Lista över trafikplatssignaturer i det svenska järnvägsnätet